# Weta
Wetaerne (bliver også kaldet djævlegræshopperne) er en familie med over 100 arter af store insekter. Deres udseende ligner en krydsning af en kakerlak og en fårekylling med overdimensionerede ben. Nogle af dem vejer op til 70g – mere end en gråspurv. De kan tåle store temperaturvariationer. Faktisk tåler de daglig nedfrysning og optøning. De lever i New Zealands økæde. Wetaerne er sjældne og en truet dyregruppe.
De lever af blade, andre insekter, svampe, døde dyr og frugter.